# Mazā Vējzaķu Sala
Mazā Vējzaķu Sala är en ö i Lettland.   Den ligger i kommunen Riga, i den centrala delen av landet.